# 羅森 (便利店)
羅森（日語：ローソン）是特許經營連鎖式便利店。源自美國而落地日本，分店遍及日本、中國、美国夏威夷、印尼、泰国及菲律賓。
羅森與7-Eleven、全家並列為日本3大便利商店品牌，目前在日本的規模位居第三，僅次於7-Eleven與全家，迄2021年6月止全日本店數12,648家，中国3600家，各分店出售貨品包括雜誌、漫畫、飲品、藥物、零食及便當等。
羅森是首家完成日本全部都道府縣展店工作的便利商店業者。2024年，KDDI宣布對羅森實施收購，將和三菱商事共同經營羅森
羅森便利店於1996年進入中國大陸市場並於上海開業，爲中國大陸新帶來了關東煮等食品。现时，罗森在中国大陆地区以自营或与当地大型流通企业合作等方式进行展店，也通过积极并购其它便利店企业等方式进入新地区展店。

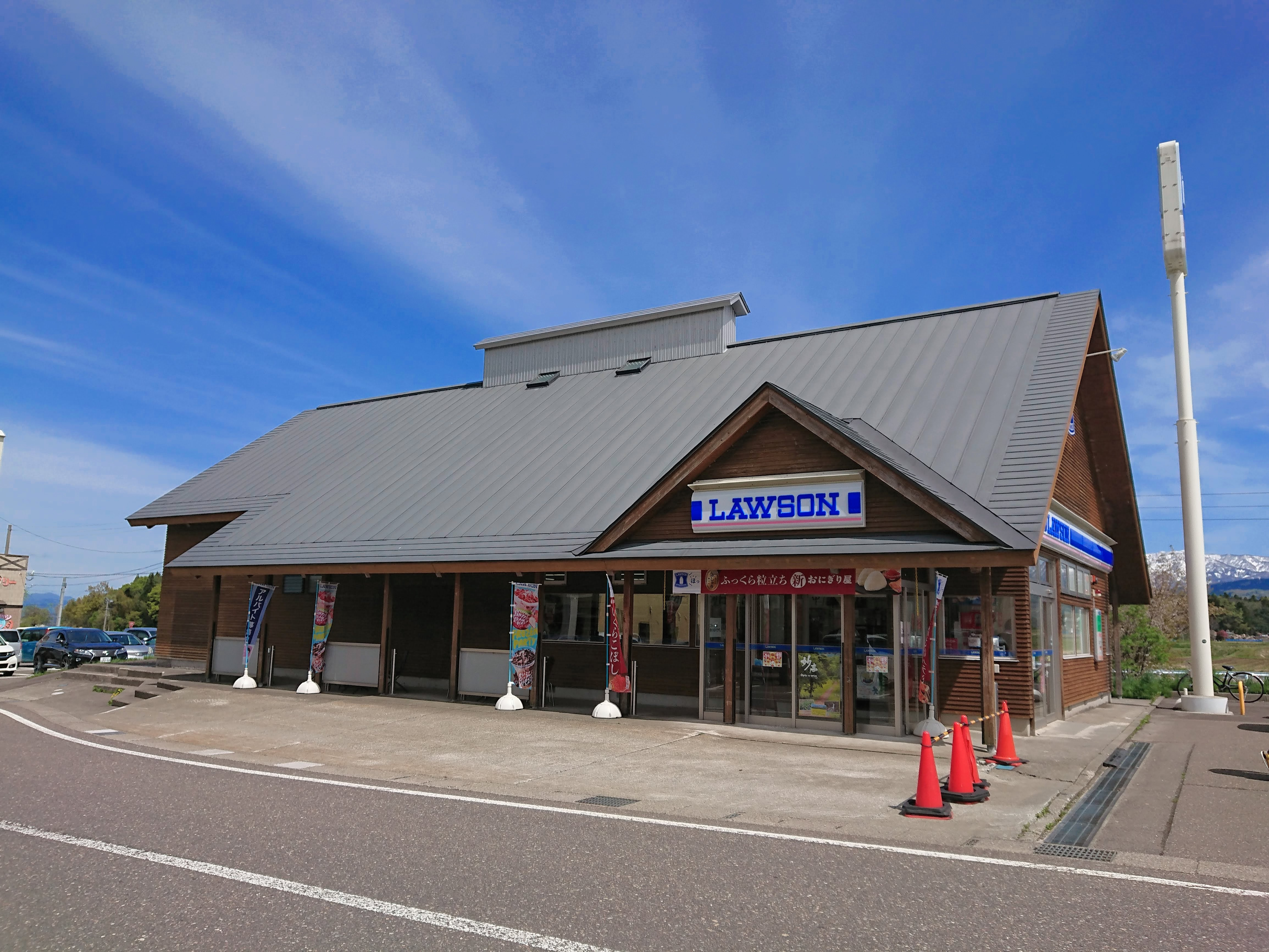
道路车站新井店（新潟县妙高市）

## 歷史
- 1939年，J.J.罗森（J.J. Lawson）在美国俄亥俄州开办了牛奶店「罗森」（LAWSON）。罗森的「牛奶瓶子」招牌从这个历史来。由於好喝的牛奶受欢迎，业务扩大，並出售日用品。其後，「罗森牛奶」企业（Lawson's Milk）便成立了。
- 1959年，联合食品（英语：Sara Lee Corporation）（Consolidated Foods）收購罗森牛奶。
- 1975年，大榮公司（日语：ダイエー）和联合食品成交顾问商务约，同年6月14日。在大阪府豐中市開設日本的第一家店。随后，第一家加盟店“桃山店”于同年9月开业，揭开了正式开展加盟店连锁事业的序幕。
- 1985年，羅森美國店售予同業Dairy Mart並改名，此后羅森於美國（除夏威夷以外）已不復存在。
- 1996年，上海华联罗森有限公司成立。同年7月，上海市第一家罗森便利店在古北新区开业，此店也是罗森在中国大陆的第一家便利连锁店（7-Eleven於1992年在深圳开设5间店铺）[6]。
- 2000年，日本羅森同步於東京證券交易所與大阪證券交易所上市。
- 2001年，陷入經營危機的大榮公司釋出日本羅森的股權，三菱商事成為最大股東。
- 2010年，进驻重庆，成为最早进军中国西部地区的外资便利店。
- 2011年，进驻大连，成为最早在中国东北地区开店的外资便利店。
- 2012年，罗森（中国）投资有限公司在上海成立。[7]
- 2012年7月7日，罗森（美国）（LAWSON (USA))）公司成立，在美国夏威夷开设两家便利店。这标志着罗森继1985年出售美国业务后重返美国市场。不过截至现在其在美国夏威夷也只有两家门店，是为目前门店最少的市场。
- 2013年，进驻北京，成立北京罗森。
- 2014年，进驻江苏省，与南京中央商场合作以“中商罗森”名义开设门店。
- 2015年12月，进驻浙江省嘉兴市。2017年，进驻嘉兴市海宁市。2018年8月，进驻嘉兴市嘉善县。
- 2016年，进驻湖北省，与武汉武商集团合作以“中百罗森”名义开设门店。
- 2016年9月19日，三菱商事斥資1500億日圓增持羅森的持股比例從33.4%提升至51%，將其收為子公司。
- 2019年，进驻沈阳，并购沈阳每当便利店后与沈阳副食集团合作设立合资公司沈阳罗森。
- 2020年，进驻海南省，成为第一家在海南省展店的外资便利店。
- 2021年，中国罗森收购百世集团旗下的四川WOWO便利店100%股权并将WOWO便利店管理公司更名为成都罗森，进驻成都[8]。同年，中国罗森旗下子公司广东罗森也收购了天虹股份旗下天虹微喔便利店100%股权，该交易于2021年12月29日完成[9]。
- 2022年6月1日進駐福建省廈門市，8月进驻辽阳、盘锦、德阳、绵阳[10]，9月进驻广州[11]。隔年4月7日進駐泉州市。
- 2024年4月，日本電信KDDI與三菱商事達成達成收購羅森協議取得50%股份；7月，羅森自日本證券交易所下市以完成三菱與KDDI達成的羅森私有化協議。
- 2024年8月於台灣註冊商標。[12]

## 中国罗森地区区分
中国大陆地区的罗森以多个实体展开业务，同时各公司负责的地区范围也有所不同，以下为按照“罗森点点”APP的地区选项列出的各地区公司：
- 江浙沪（包括上海市、江苏省、浙江省）：上海罗森便利有限公司
  - 浙江省：浙江罗森便利店有限公司
  - 江苏省：江苏罗森便利超市有限公司
- 华北（包括北京市、天津市、河北省及山东省）：罗森（北京）有限公司（北京地区部分门店与超市发合作展店，该部分门店为“超市发罗森”，济南地区部分门店与宜快宜慢合作及换牌，标注“宜快宜慢罗森”）
- 大连（包括大连市、丹东市）：大连罗森便利店有限公司
- 武汉（包括湖北省、湖南省及河南省信阳、南阳）：武汉中百便利店有限公司（区域授权公司，与武汉武商集团合作以“中百罗森”名义展店）
- 川渝：重庆罗森便利店有限公司（重庆市业务）/成都罗森便利店管理有限公司（四川省业务，原四川WOWO便利店）
- 安徽：安徽中商便利店有限公司（区域授权公司，与南京中央商场合作）
- 长沙（湖南省）：长沙森活家商贸有限公司（区域授权公司，管理归属武汉中百罗森）
- 沈阳（包括辽宁省除大连市及丹东市各地）：罗森(沈阳)便利有限公司（原沈阳每当便利店，与沈阳副食集团合作）
- 海南：海南青子实业有限公司（区域授权公司，又称“海南青子罗森”）
- 粤闽：罗森（广东）便利有限公司（广东省及福建省业务总负责公司）/罗森（深圳）便利有限公司（原天虹微喔便利店）

## 全球分店
全球：约21,000家（截至2023年7月末）
- 日本：14,631家（截至2023年2月末）[14]
- 中国：约6,300家（截至2023年12月）[註 1]
  - 上海及其周边区域（含上海市、浙江省及江苏省门店）：2,667家
  - 重庆及其周边区域（含重庆市及四川省门店）：889家
  - 辽宁省各地门店：727家
    - 沈阳（含辽宁省内除大连市及丹东市门店）：300家
    - 大连（含丹东市门店）：427家

  - 北京及其周边区域（含京津冀地区，暂不含济南）：519家
  - 广东省及福建省（含广州市、深圳市、厦门市等）：317家
    - 廈門：37家（截至2022年12月初）[17]

  - 湖北省各地门店：657家
  - 安徽省各地门店：230家
  - 湖南省各地门店：150家
  - 海南省各地门店：174家
- 印度尼西亞：256家
- 泰國：181家
- 菲律賓：101家
- 美国：
  - 夏威夷：2家

## 經營特色
- Loppi：在日本的LAWSON中，設置有多媒體終端機（MMK），可販售各種票券，也提供保險、費用繳交等多項功能，是日本便利商店業界中類似服務發展最成功者。
  - LAWSON TICKET：即上述Loppi的主要功能之一，此項服務由獨立的公司經營，是日本購買票券的主要通路之一，販售的票券包含了日本主要的演唱會、運動比賽、音樂劇、舞台劇、博物館入場券等等，店中還有免費的雜誌目錄提供顧客索取，這項服務也可透過網路、行動電話來進行。
- 罗森也與日本郵政合作，在全日本的分店中設置郵筒，並提供郵政的服務。
- 在上海和重庆的一些罗森店铺已经开始经营冰淇淋以及如烤肠一类的烤制食品。在重庆的罗森店铺开始出售重庆地方特色食品酸辣粉、小麵等。
- 罗森2019年起在中国店铺中售卖万代旗下的盲盒类动漫产品“一番赏”，当年8月在沈阳的特定店铺首发，现已扩展到其它地区店铺，也可使用罗森点点APP购买。
- 在上海开设有哔哩哔哩合作的主题便利店，提供有主题玩具和周边等。同时，每年罗森也与不同的动漫形象及游戏等进行联动，不定期在全国范围推出各式联名主题店面或合作活动。

## 代言人

### 現在
2018年（平成30年）春 - 
- サンドウィッチマン
  - ローソン銀行

2016年（平成28年）1月 - 
- 岡本玲

2015年（平成27年）6月 - 2016年（平成28年）1月
- 柳葉敏郎、桜庭ななみ、ベッキー

2013年（平成25年） -
- 西島秀俊、竹内結子、オダギリジョー、中村蒼

2011年（平成23年） - 
- 石田ひかり、高畑淳子、玉塚元一（同社副社長）（日用品）
- 大森南朋、西島秀俊、市川実日子、長塚京三、岡田将生
- 一青窈

### 過去
2015年（平成27年）3月 - 5月
- 大野智、櫻井翔

2011年（平成23年）から2012年（平成24年）春
- チャン・グンソク（粗挽きハンバーグ）

2010年（平成22年）-2011年（平成23年）夏
- 大橋のぞみ

2008年（平成20年）
- NEWS

2007年（平成19年）3月
- 石田ゆり子
- 天野ひろゆき（キャイ〜ン）
- 中尾ミエ
- 山本梓
- 猫ひろし
- バナナマン
- 次長課長
- 尾野真千子

2006年（平成18年）
- 篠原涼子
- 塚本高史
- 麻丘めぐみ
- 豊島由佳梨

2002年（平成14年）
- 本上まなみ
- 加藤晴彦
- 市田ひろみ

2001年（平成13年）1月 - 12月。
- 新庄剛志
- 華原朋美
- 桂三枝（現：桂文枝）
- 仲間由紀恵
- 吉村作治

## 旗下業務
- Lawson Store 100（百圓商店）
- Shop 99（超級市場）
- Lawson Bank 2017年開業

## 分店圖片

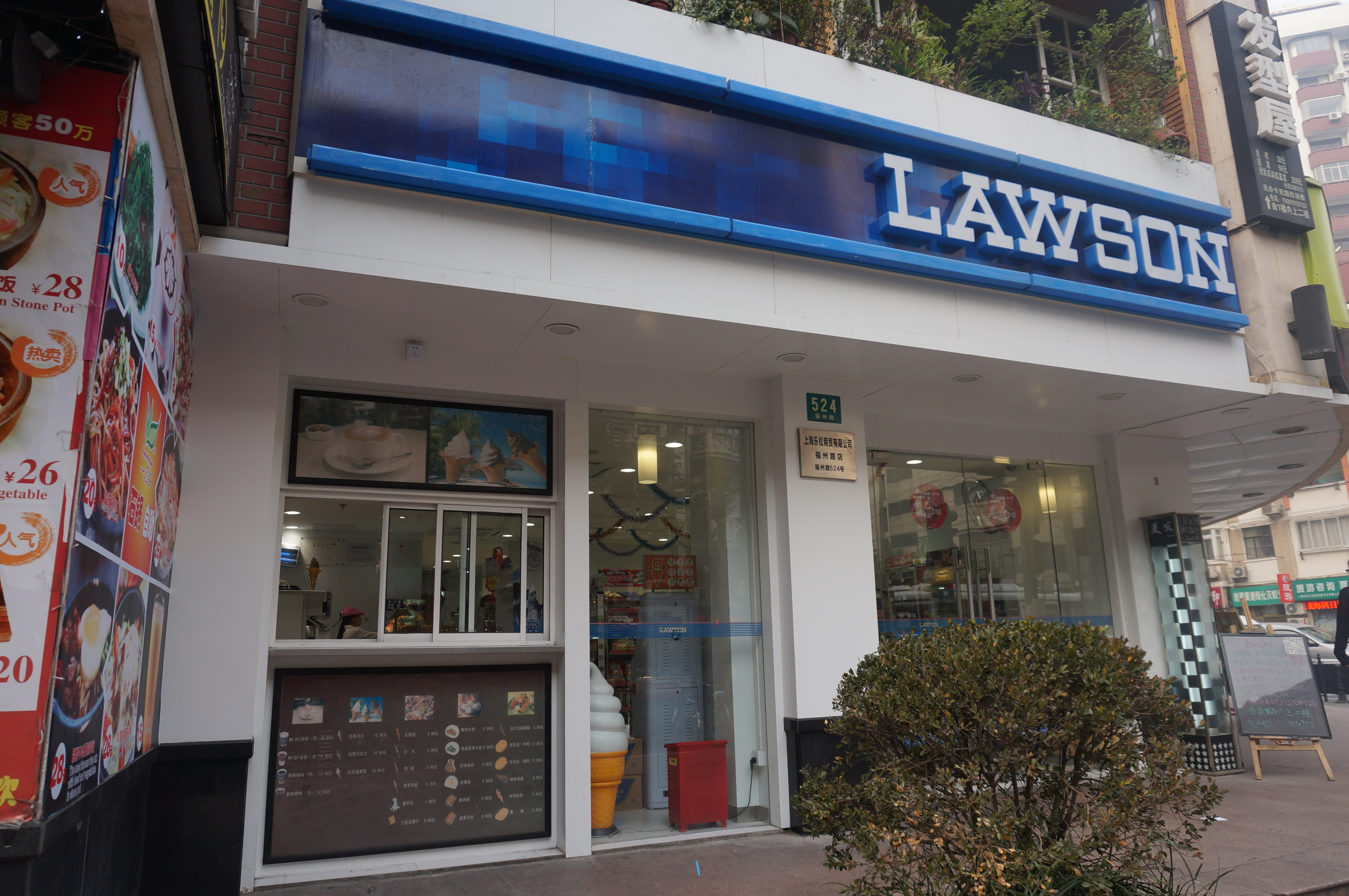
在中國上海黄浦区的一家罗森便利店店铺，可见到冰淇淋櫃檯
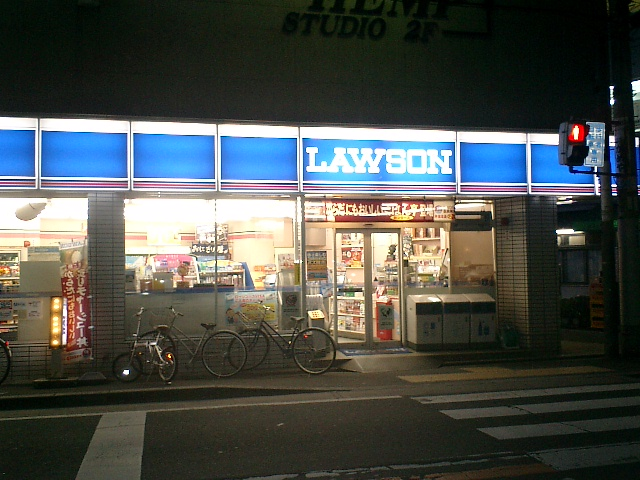
日本大阪府守口市的一家羅森便利店
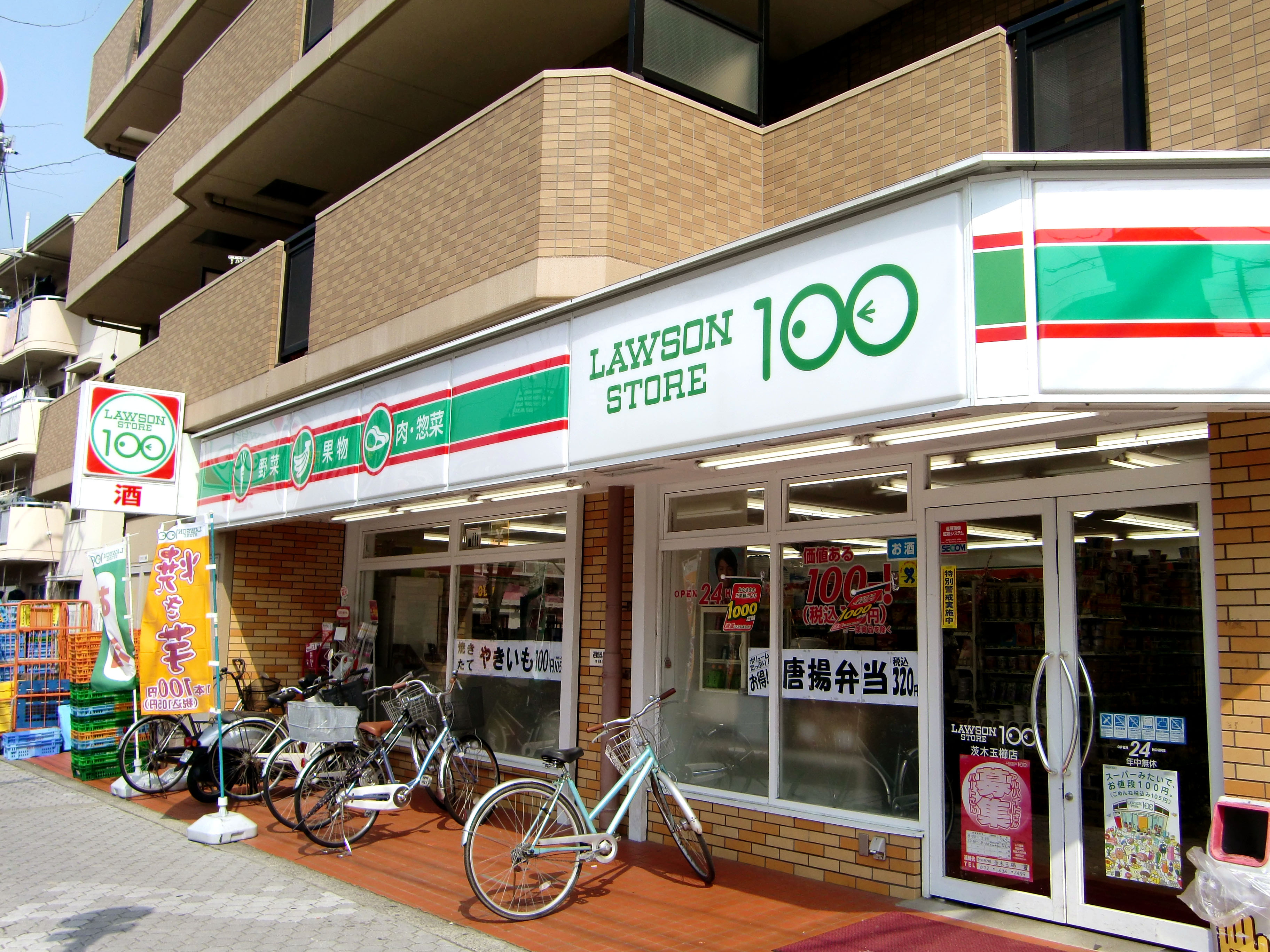
日本的一家罗森100
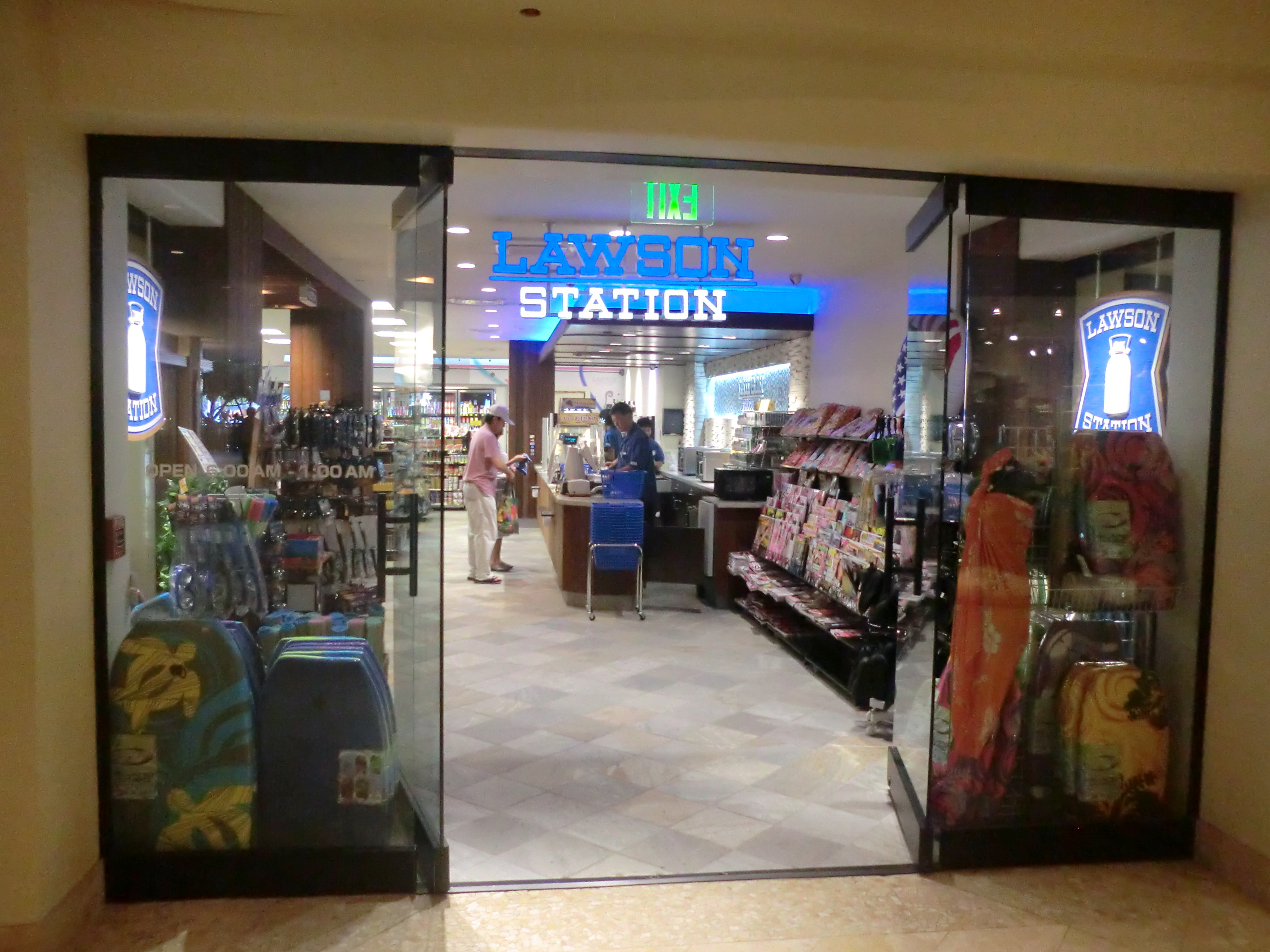
美国夏威夷威基基的一家罗森便利店
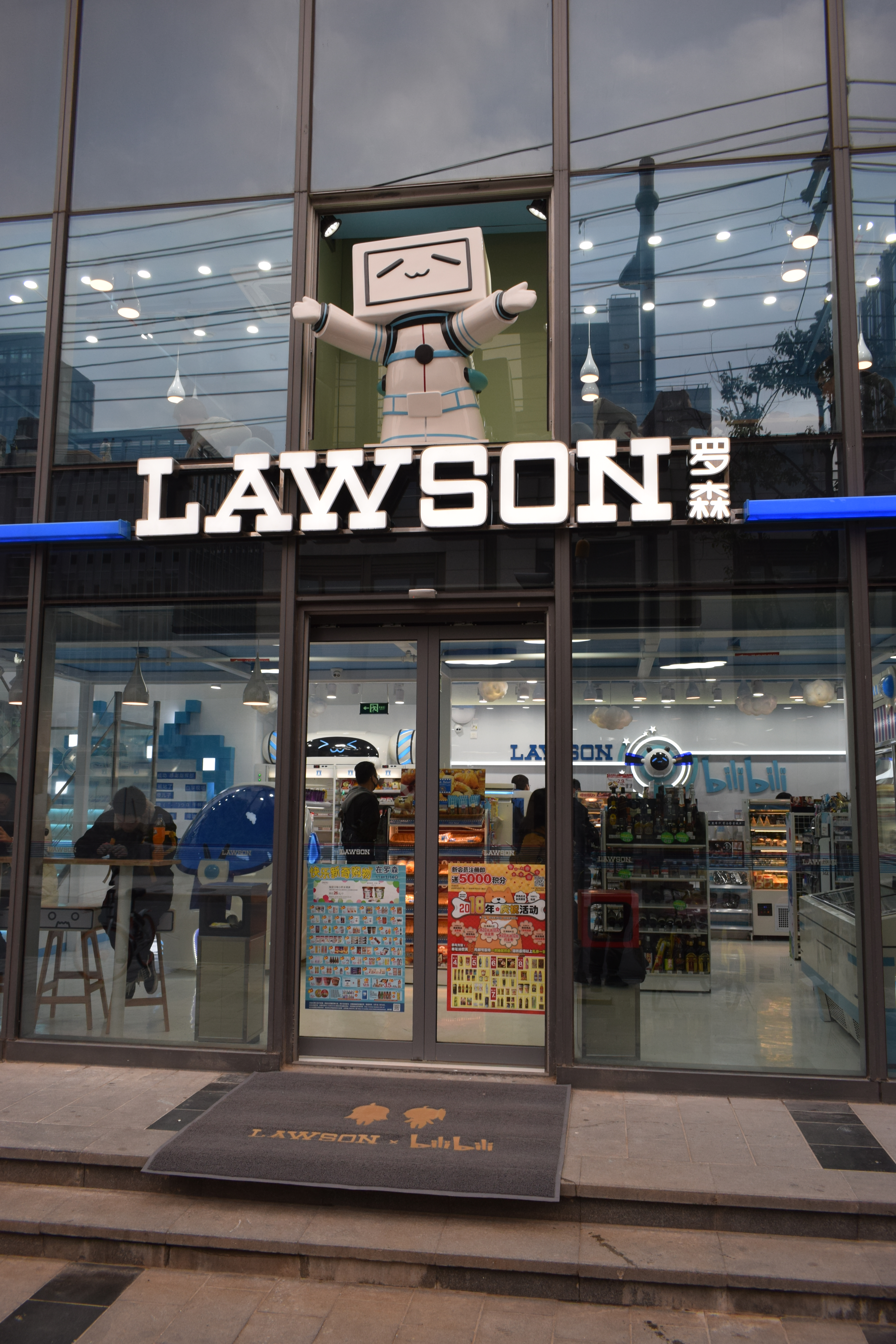
罗森哔哩哔哩主题店
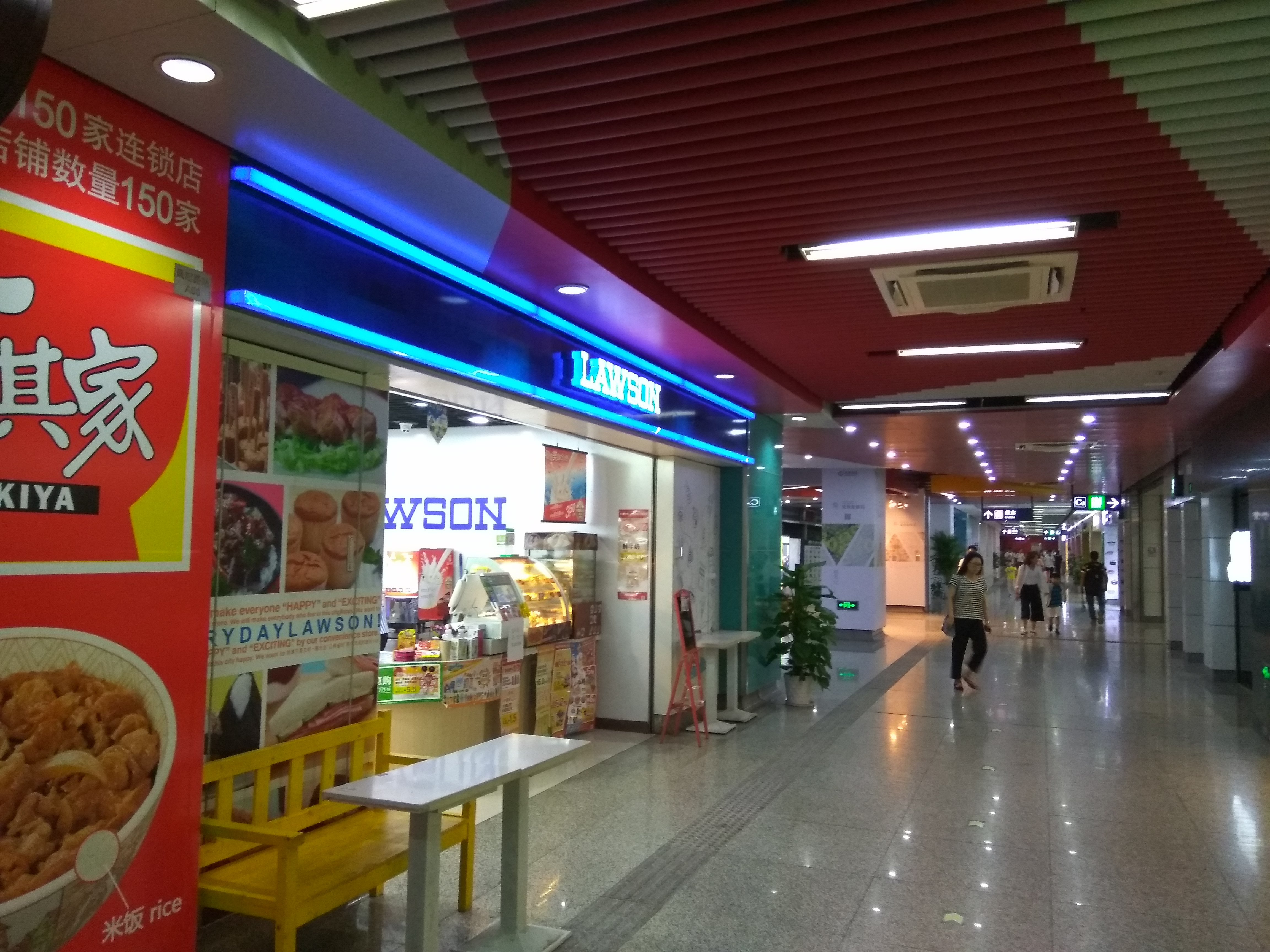
位于中國杭州地铁凤起路站站房内的一家罗森便利店
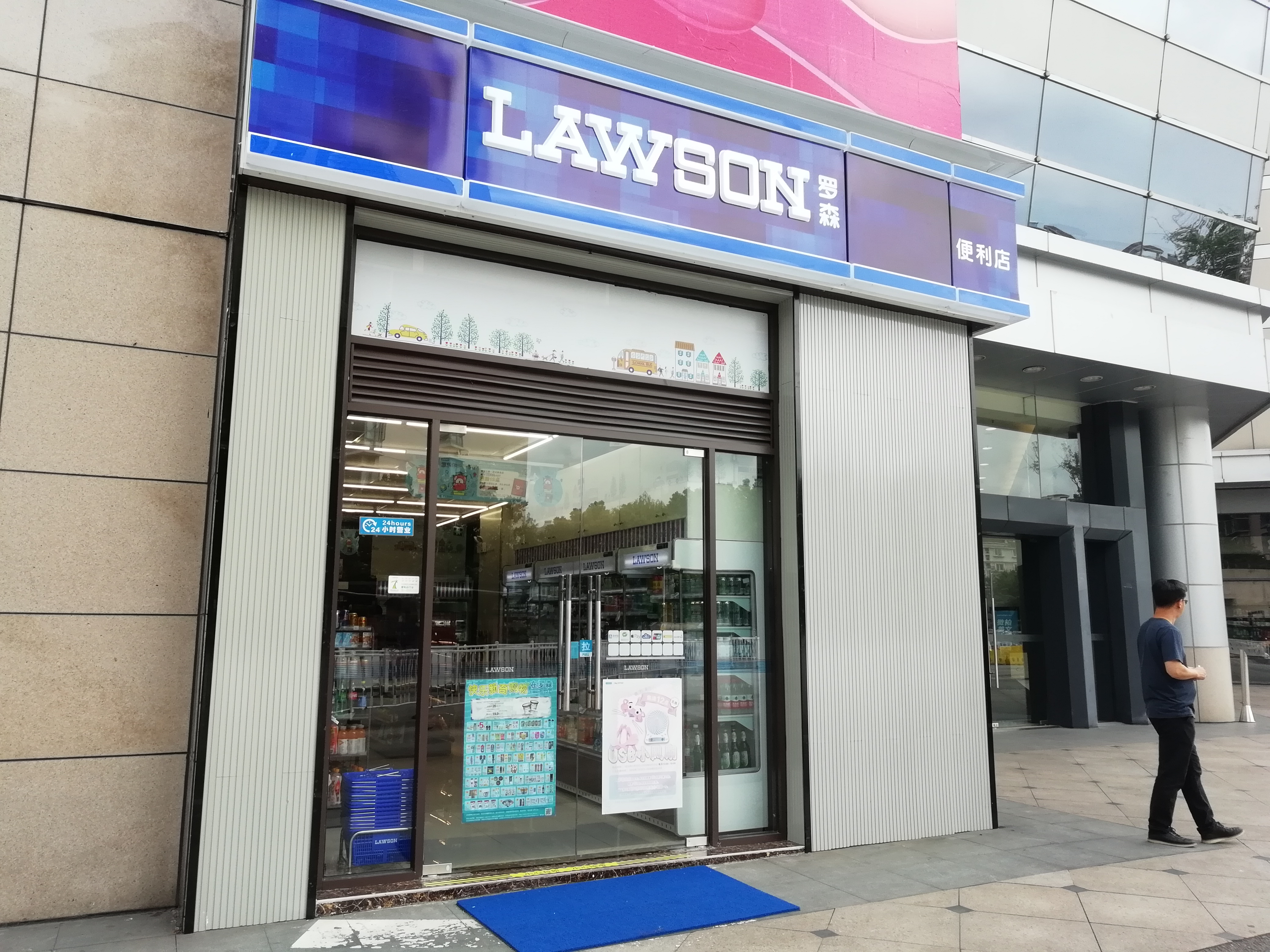
位于中國苏州工业园区的一家罗森便利店
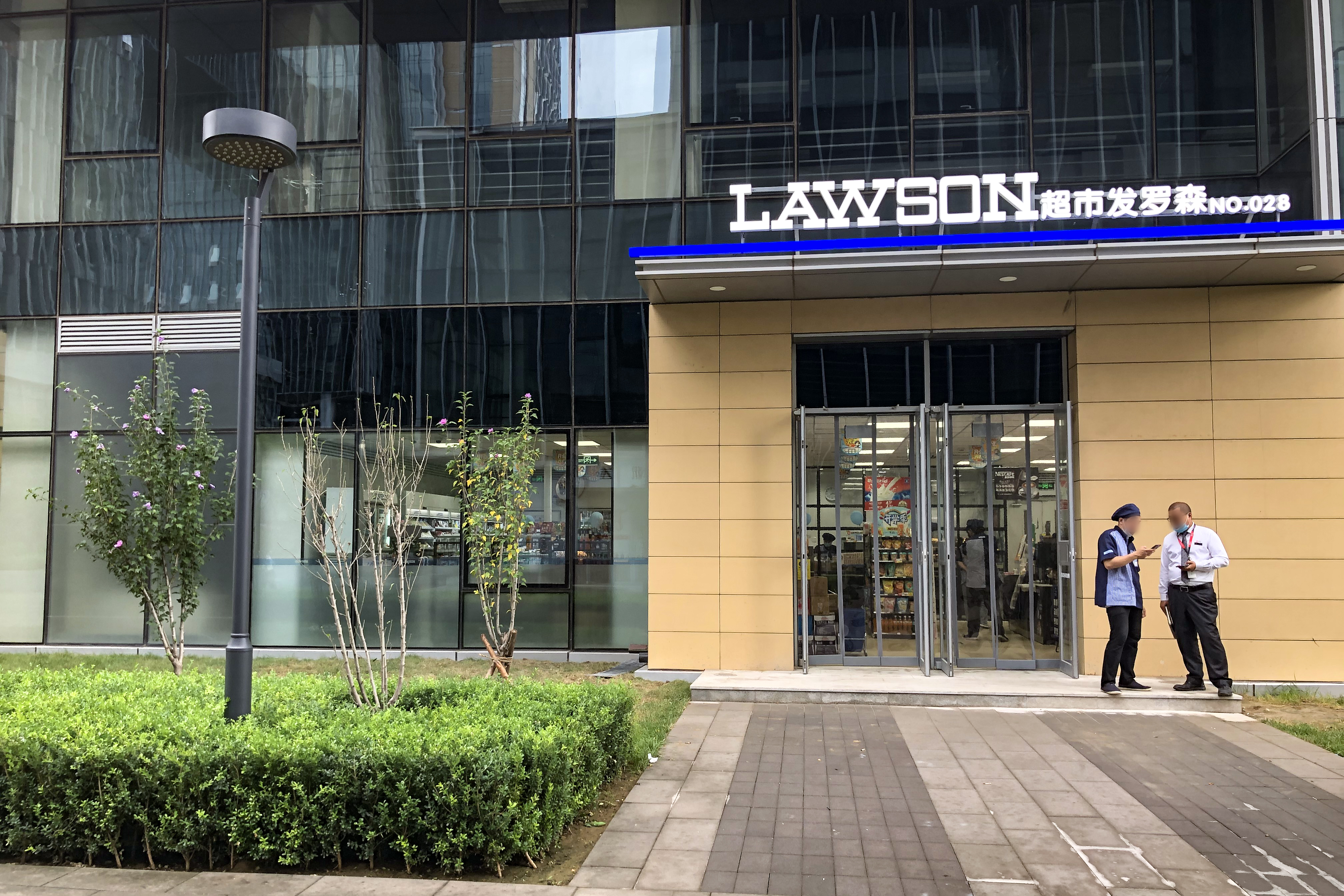
位於中國北京西北旺镇中关村壹号的罗森便利店（与超市发合作开设）
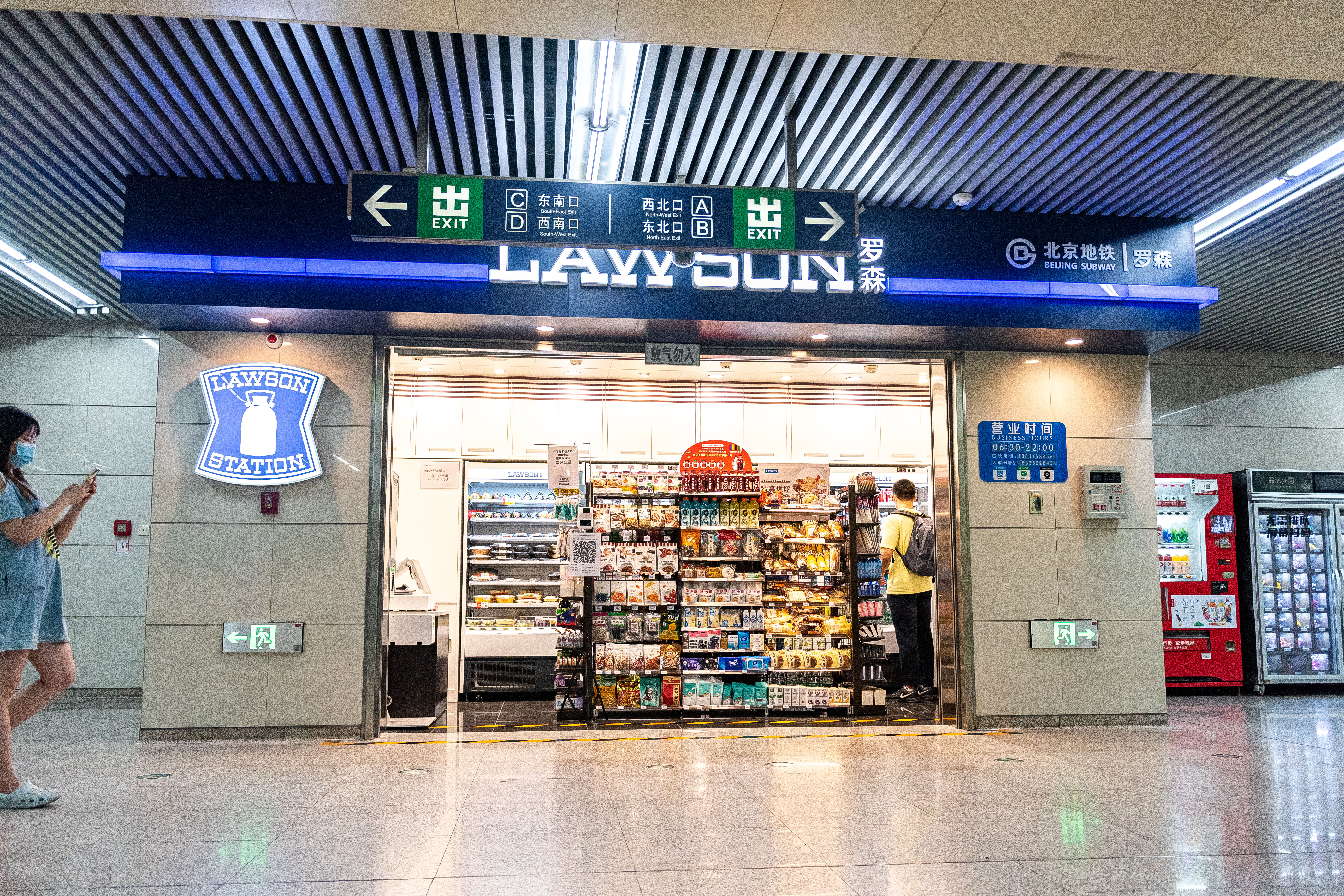
位於中國北京地铁和平里北街站的罗森便利店
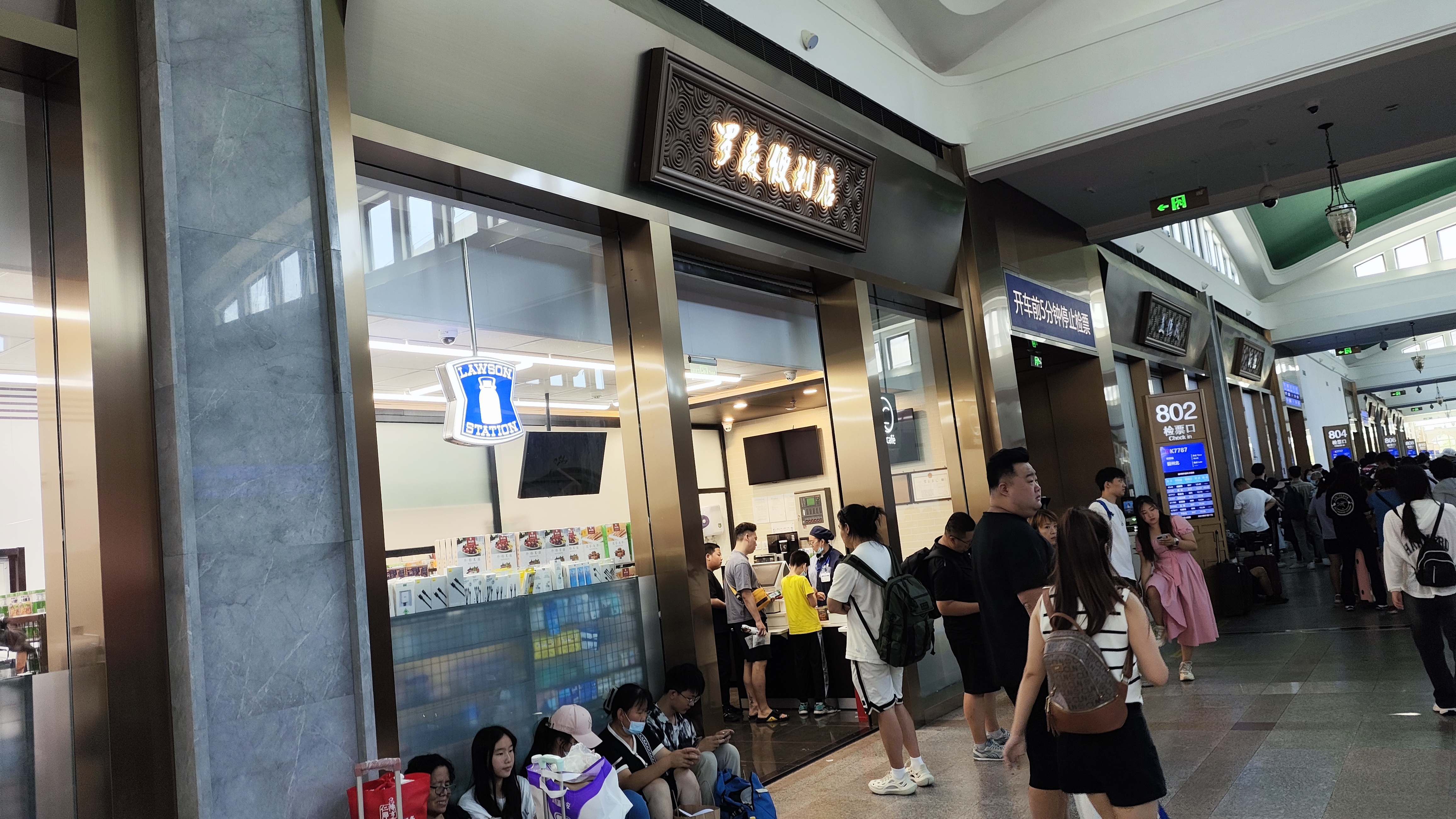
位於中國北京站候车室内的罗森便利店
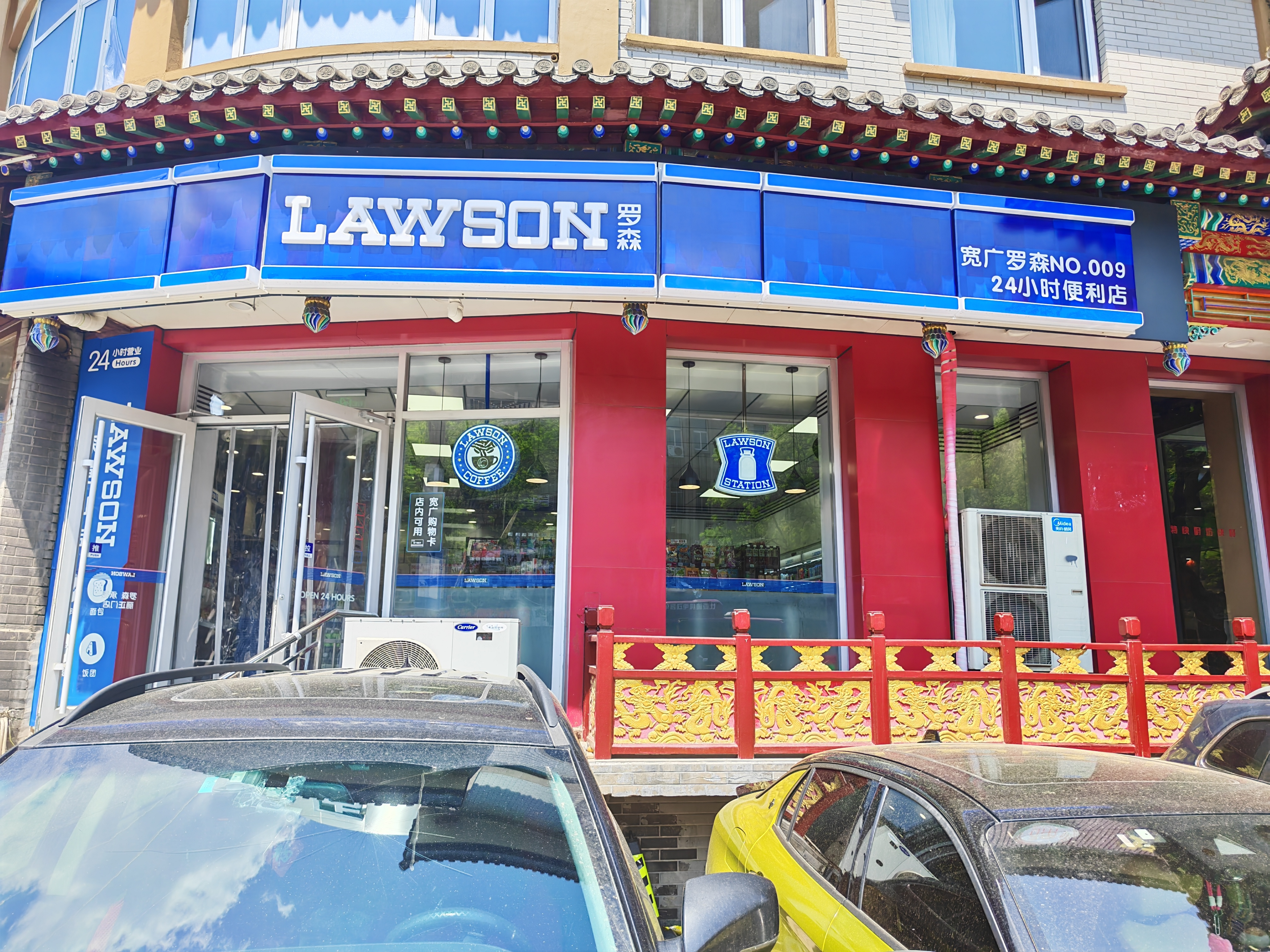
位于中国河北承德市丽正门大街路旁的罗森便利店
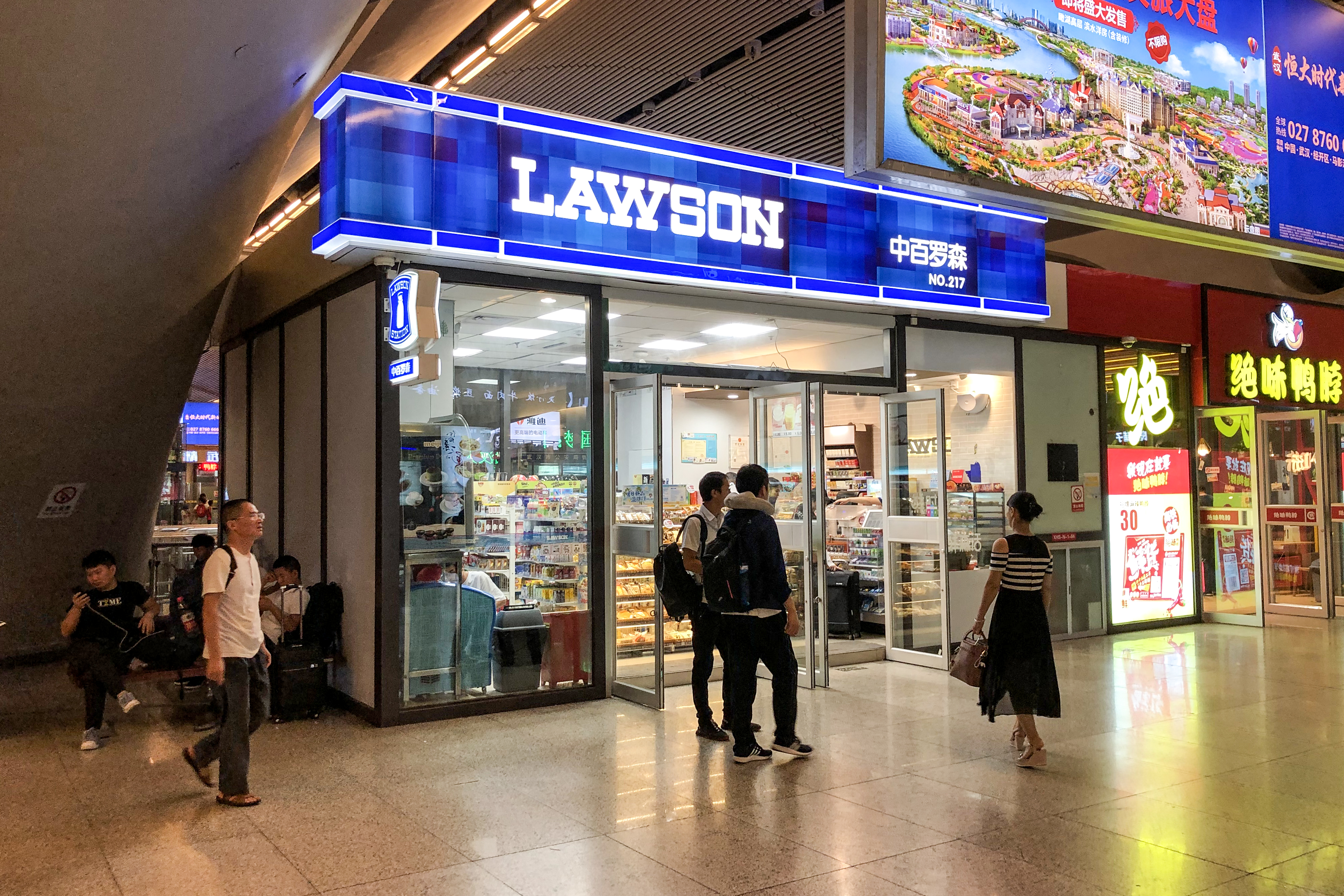
位於中國武汉站到达层的中百罗森
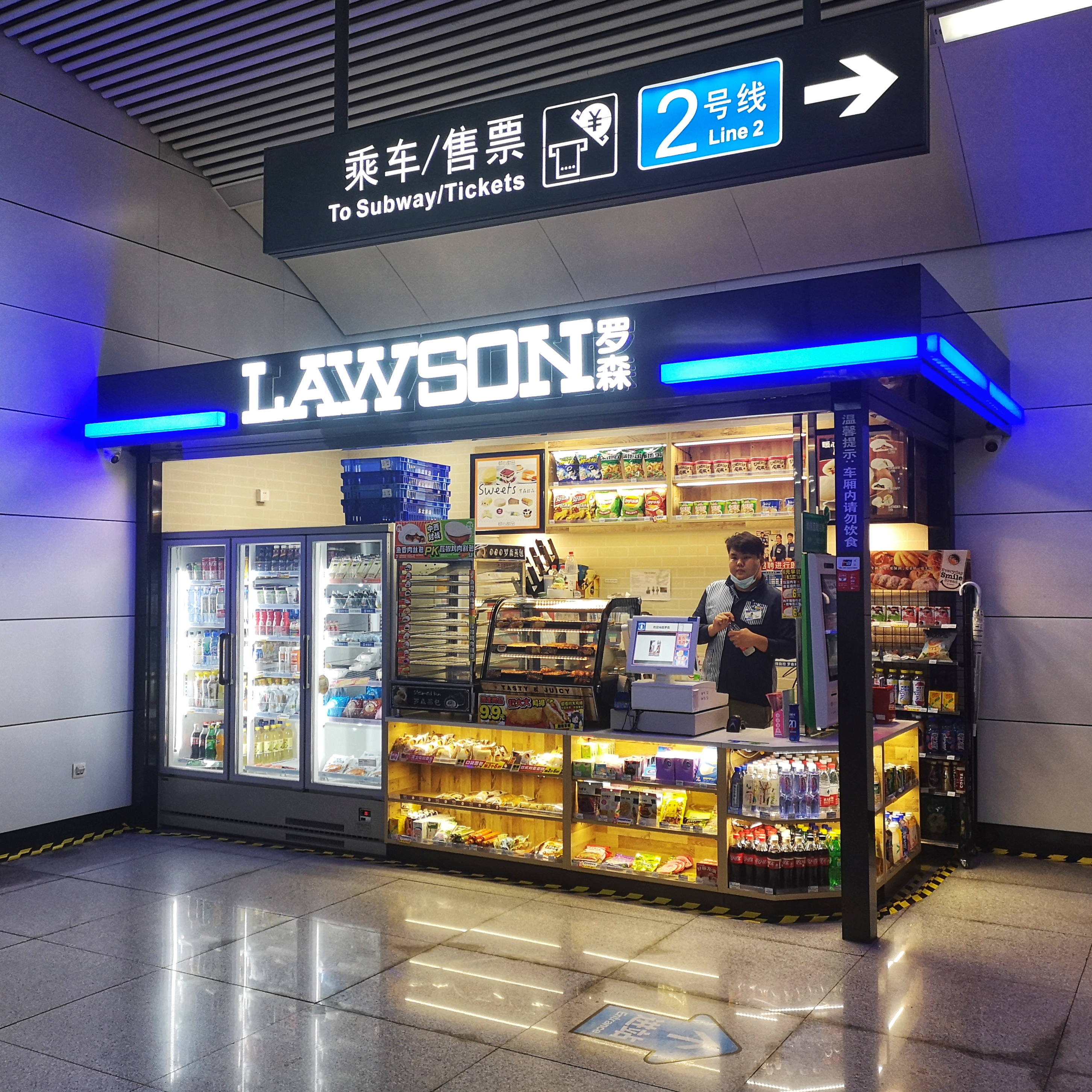
位於中國大连地铁2号线青泥洼桥站内的一家罗森便利店
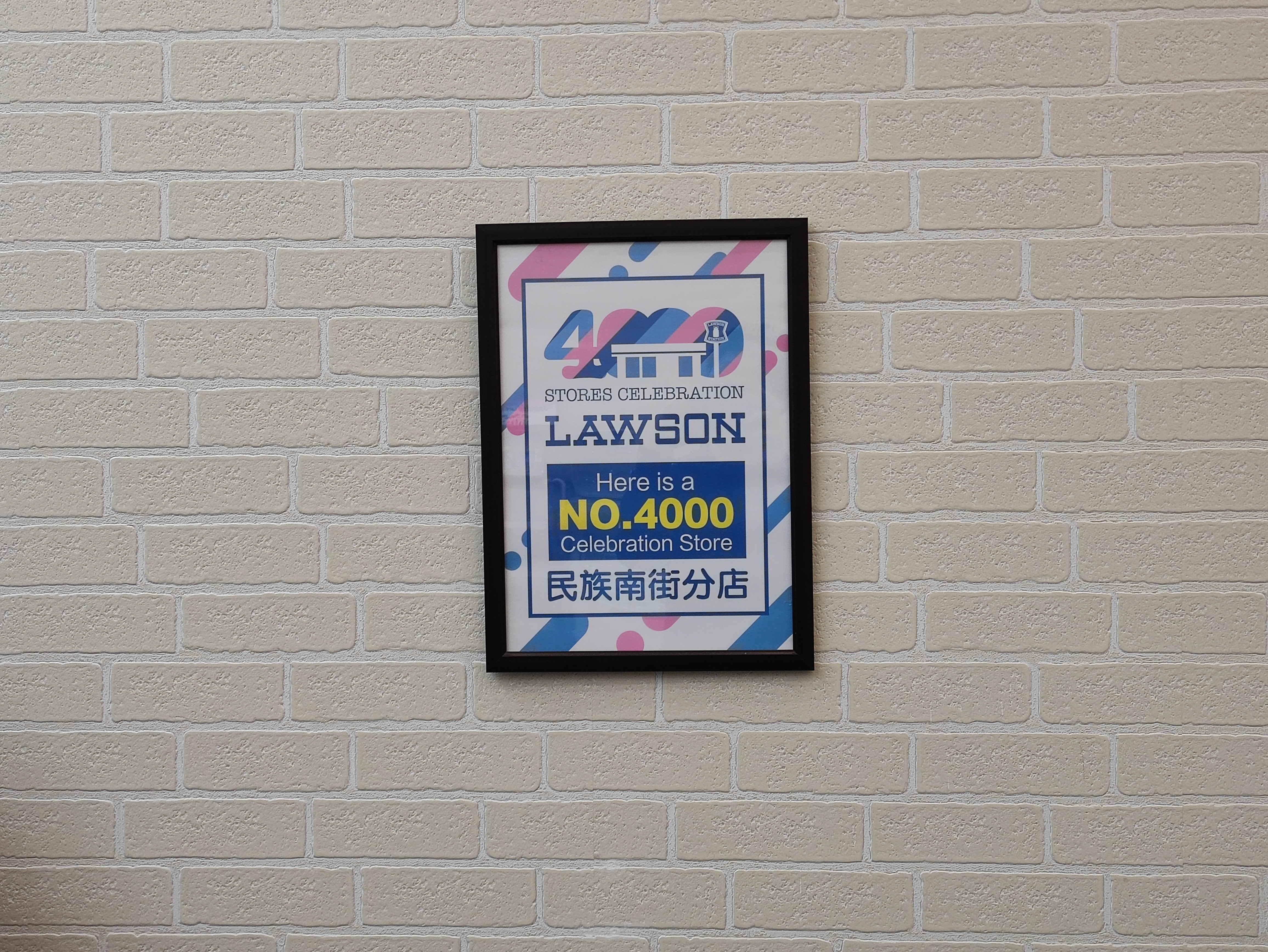
位於中國沈阳民族南街的罗森中国第4000家分店纪念牌（已拆除）
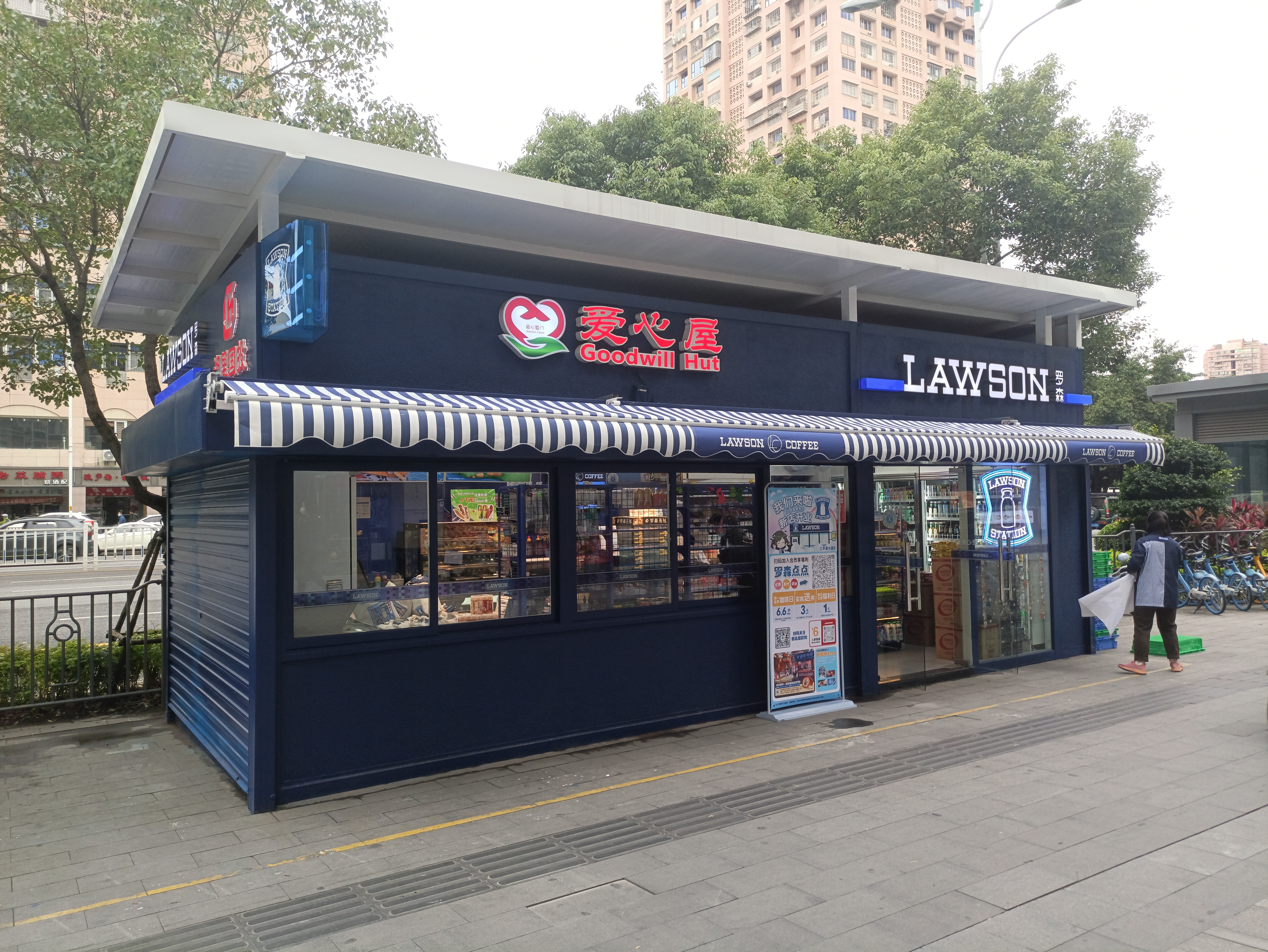
位於中國厦门市的江华里爱心屋店
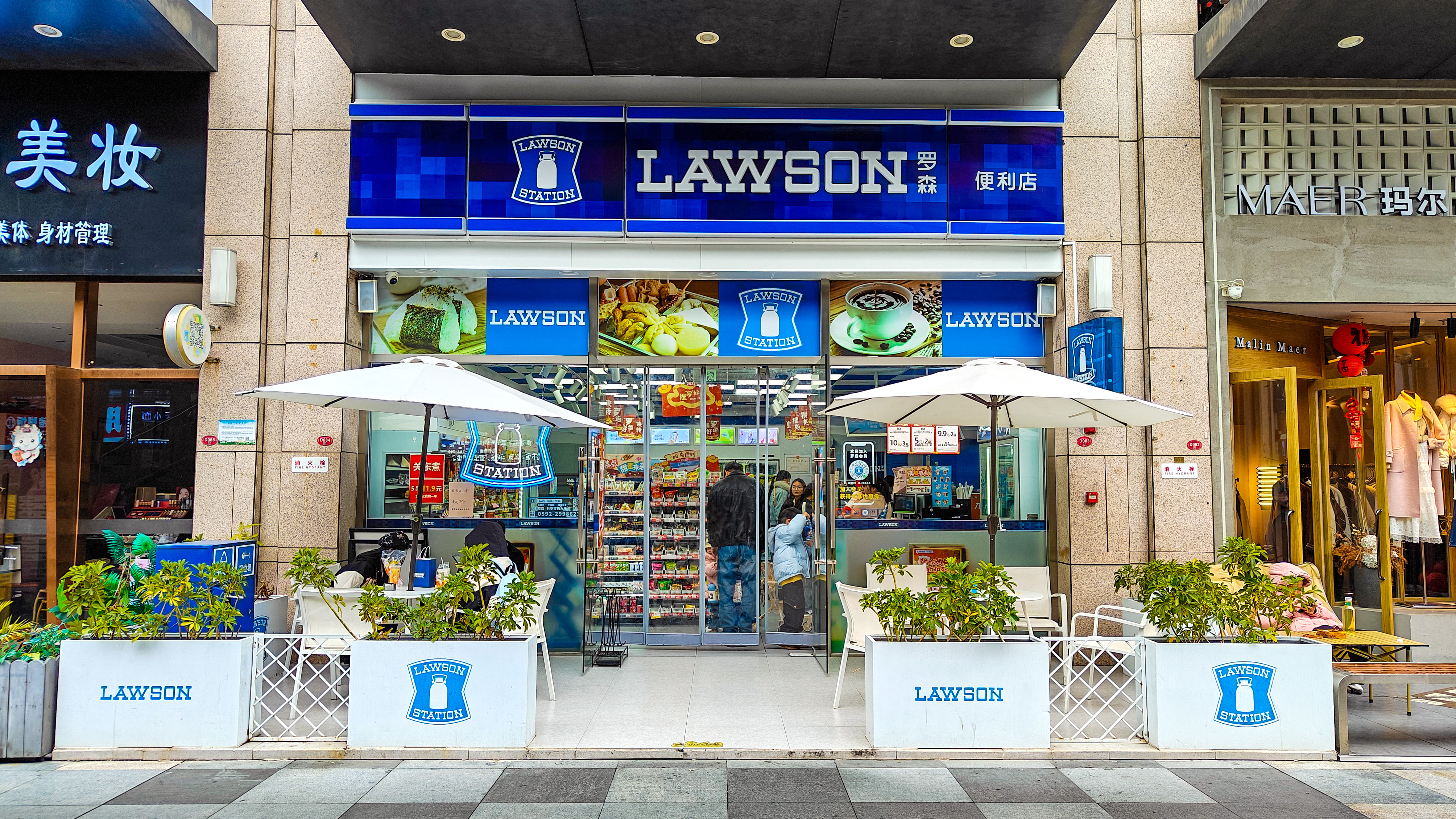
位於中國泉州市丰泽区中骏世界城乐活里的罗森便利店
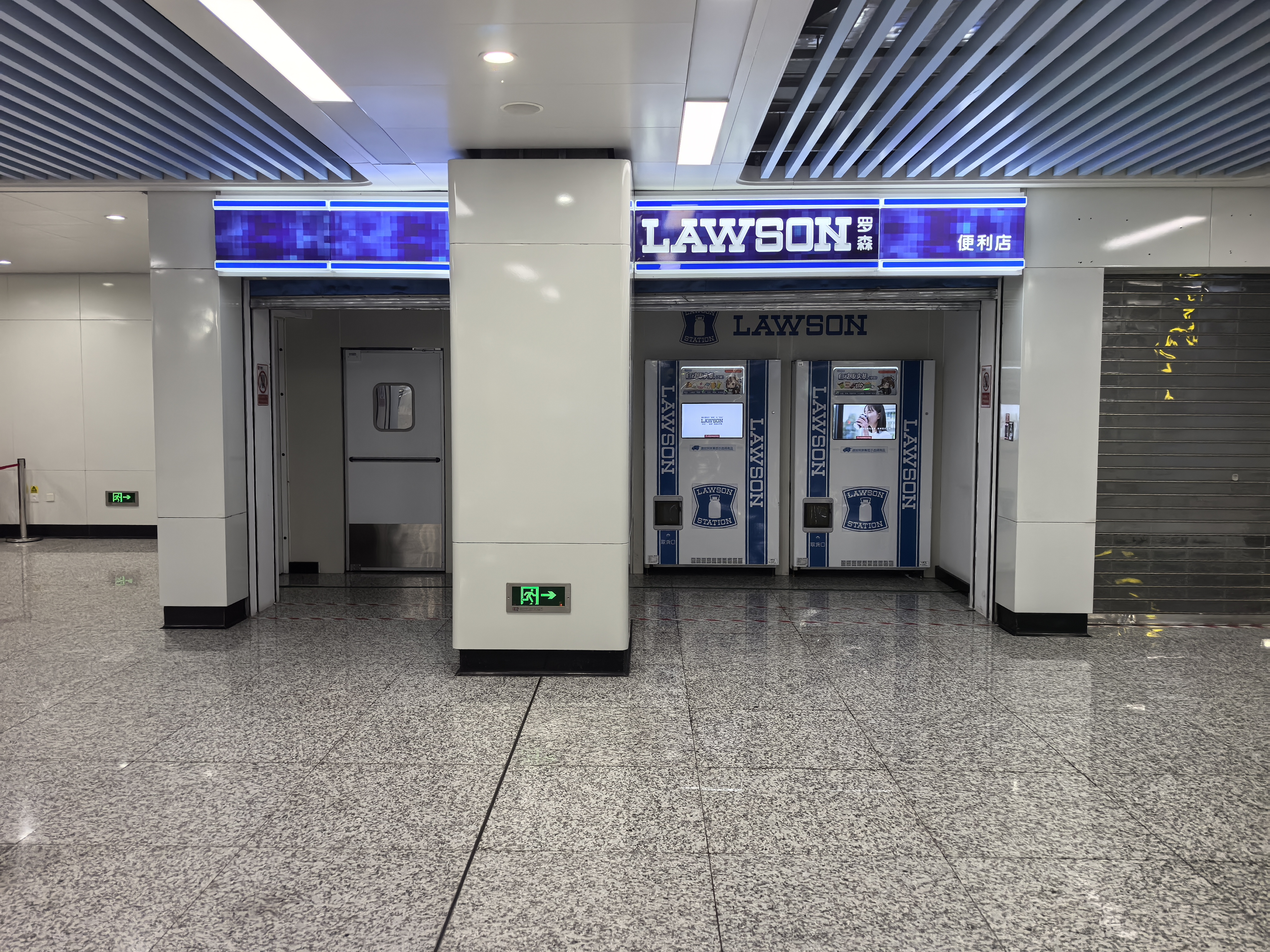
位於中國江苏省无锡市地铁站内的罗森无人便利店

## 争议事件

### 北京分店关东煮掉地上冲水接着卖事件
2021年1月4日，有网友在新浪微博爆料，称中国大陆北京高碑店罗森便利店员工把掉在地上的关东煮捡起来用水冲之后再放回锅里。针对顾客的质疑，店员称地面每天都擦。该顾客称，想结账把东西带走时，店员拒绝结账。翌日凌晨，罗森北京分公司发布声明致歉，并称“已经开始进行彻底调查，并立即暂停了该店关东煮的销售”。

## 外部連結
- 罗森日本官网 （页面存档备份，存于）（日語）
- 罗森中国大陆官网 （页面存档备份，存于）（简体中文）
- Lawson的Instagram帳戶 （页面存档备份，存于）
- Lawson的X（前Twitter）
- Lawson的Facebook專頁 （页面存档备份，存于）
- Lawson的YouTube頻道 （页面存档备份，存于）